# Конц ле Бен
Конц ле Бен (фр. Contz-les-Bains) је насељено место у Француској у региону Лорена, у департману Мозел.
По подацима из 2011. године у општини је живело 476 становника, а густина насељености је износила 149,22 становника/km².

## Демографија
| 1962. | 1968. | 1975. | 1982. | 1990. | 2011. |
| ----- | ----- | ----- | ----- | ----- | ----- |
| 505   | 469   | 457   | 450   | 452   | 476   |